# Blastobasis pacalis
Blastobasis pacalis é uma espécie de mariposa do gênero Blastobasis pertencente à família Coleophoridae.